# Noaptea Guy Fawkes

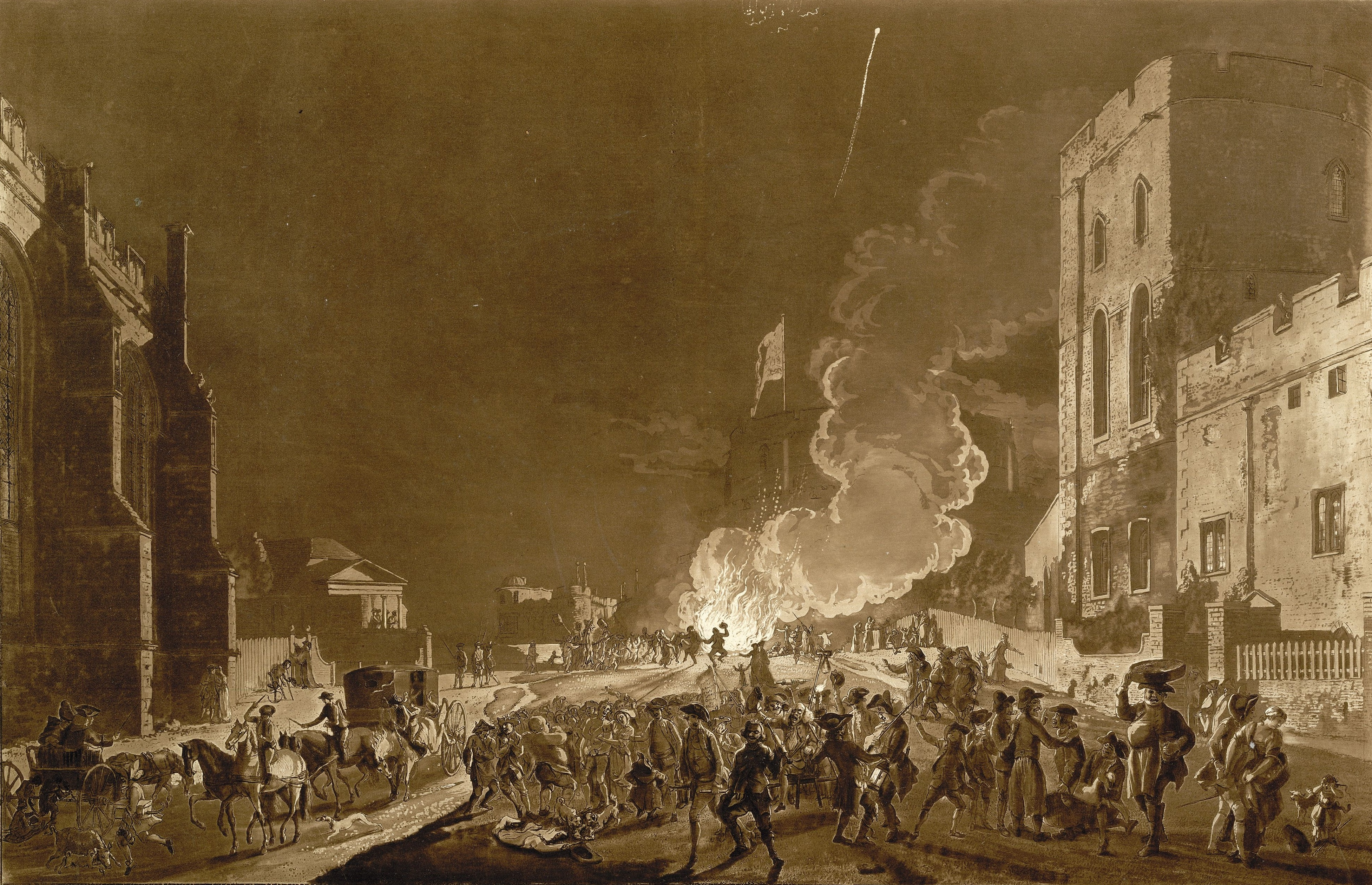
Festivități în Castelul Windsor de, c. 1776

Noaptea Guy Fawkes (în engleză Guy Fawkes Night), cunoscută și sub numele de Ziua Guy Fawkes, Noaptea Focurilor de Tabără (Bonfire Night) și Noaptea Artificiilor (Fireworks Night), este o comemorare anuală care se ține pe 5 noiembrie, mai ales în Regatul Unit. Istoria sa începe cu evenimentele din 5/15 noiembrie 1605, atunci când Guy Fawkes, un membru al complotului prafului de pușcă, a fost arestat în timp ce păzea explozibilii pe care complotiștii îi așezaseră sub Camera Lorzilor. Sărbătorind faptul că regele Iacob I a supraviețuit acestei tentative de asasinat, oamenii au aprins focuri de tabără⁠(d) în jurul Londrei; după mai multe luni, introducerea legii de comemorare a zilei de 5 noiembrie a impus o zi publică anuală de mulțumire pentru eșecul complotului.
După câteva decenii, Ziua Trădării cu Praf de Pușcă, așa cum era numită, a devenit cea mai importantă sărbătoare a statului englez, dar întrucât avea un puternic substrat religios protestant, a devenit și un punct focal al sentimentului anti-catolic⁠(d). Puritanii țineau predici despre ceea ce percepeau ei drept pericolele papistășismului⁠(d), iar în timpul sărbătorilor din ce în ce mai agitate, oamenii de rând ardeau efigii⁠(d) ale unor figuri pe care le urau, cum ar fi papa. Spre sfârșitul secolului al XVIII-lea, apar date despre despre copii care cerșeau bani cu efigii ale lui Guy Fawkes și 5 noiembrie a devenit treptat cunoscută sub numele de Guy Fawkes Day. Orașe precum Lewes și Guildford au fost în secolul al XIX-lea scene ale confruntărilor de clasă din ce în ce mai violente, încurajând tradiții pe care aceste orașe le sărbătorească încă, deși în mod pașnic. În anii 1850 schimbările de atitudine au dus la diminuarea retoricii anticatolice a vremii, iar legea comemorării zilei de 5 noiembrie a fost abrogată în 1859. În cele din urmă, violențele au fost suprimate și, până în secolul al XX-lea, Ziua Guy Fawkes a devenit o comemorare socială plăcută, deși îi lipsește o mare parte din accentele inițiale. Actualmente, Noaptea Guy Fawkes se sărbătorește la în evenimente mari, organizate, centrate pe un foc de tabără și spectacole de artificii.
Coloniștii au exportat Noaptea Guy Fawkes în coloniile de peste mări, inclusiv unele din America de Nord, unde a fost cunoscută sub numele de Ziua Papei⁠(d). Aceste festivități au dispărut odată cu debutul Revoluției Americane. Afirmațiile că Noaptea Guy Fawkes ar fi un înlocuitor protestant pentru obiceiurile mai vechi precum Samhain nu sunt pe deplin acceptate, deși o altă sărbătoare veche de sorginte irlandeză, Halloween, a câștigat în ultimele secole popularitate în Anglia și, după unii autori, ar putea amenința continuarea sărbătorii de 5 noiembrie.

## Origini și istorie în Anglia

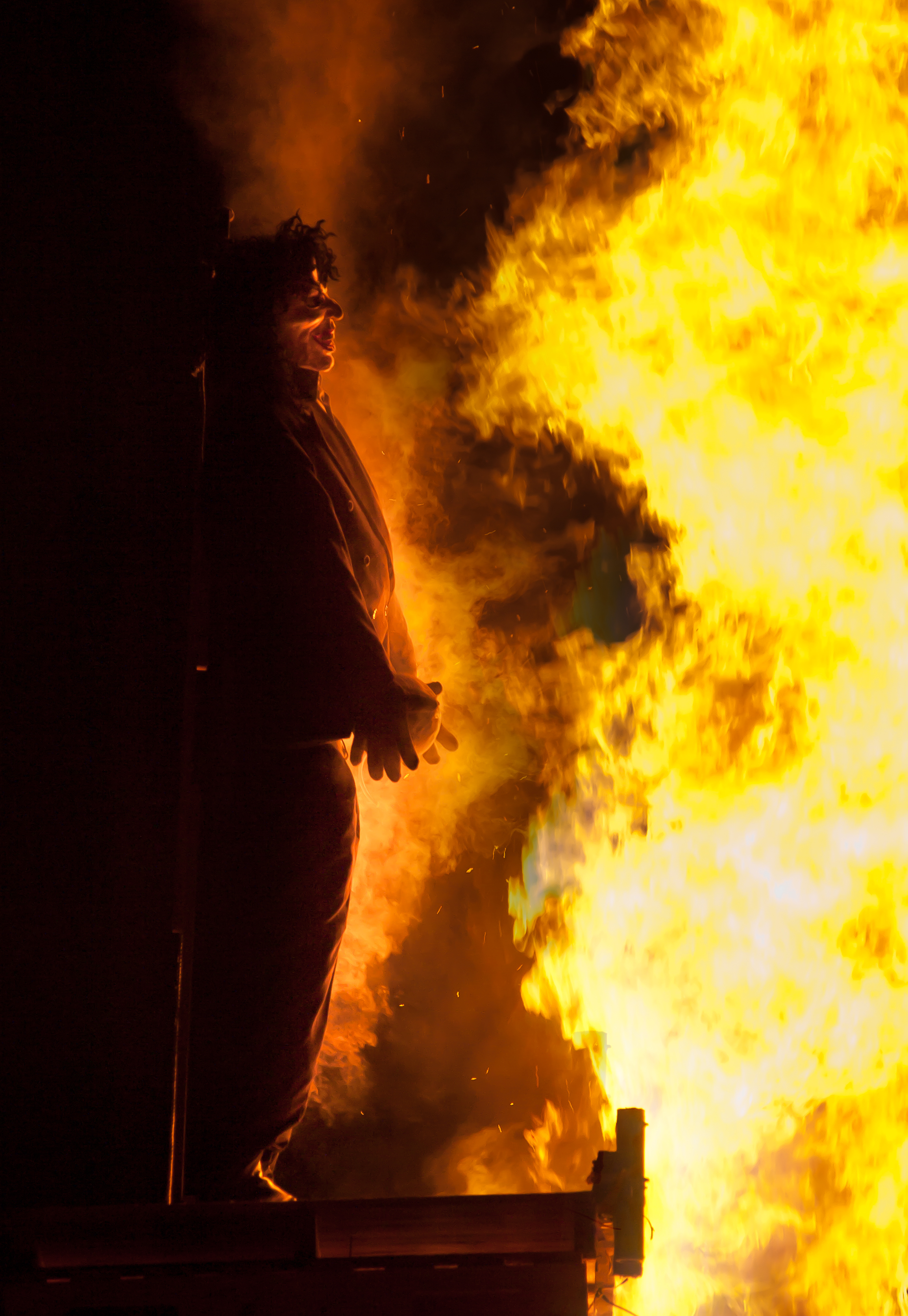
O efigie a lui Fawkes, arsă pe la Billericay

Noaptea Guy Fawkes își are originea în complotul prafului de pușcă din 1605, o conspirație eșuată a unui grup de catolici englezi din provincie de a-l asasina pe regele protestant Iacob I al Angliei și de a-l înlocui cu un șef de stat catolic. În perioada imediat următoare arestării în 5 noiembrie a lui Guy Fawkes, prins păzind un stoc de explozibili amplasați sub Camera Lorzilor, Consiliul de Coroană al lui Iacob a permis publicului să sărbătorească supraviețuirea regelui cu focuri de tabără⁠(d), atât timp cât acestea erau „fără nicio primejdie ori tulburare”. Astfel, 1605 a fost primul an în care a fost celebrat eșecul complotului. În luna ianuarie a anului următor, cu câteva zile înainte ca conspiratorii supraviețuitori să fie executați, Parlamentul a aprobat legea de comemorare a zilei de 5 noiembrie⁠(d), cunoscută în mod obișnuit drept „Legea Zilei Recunoștinței”. Ea a fost propusă de un parlamentar puritan, Edward Montagu⁠(d), care a sugerat că salvarea regelui, aparent prin intervenție divină, merită un fel de recunoaștere oficială și a păstrat 5 noiembrie ca zi liberă, de mulțumire, făcând, teoretic, obligatorie participarea la biserică. O nouă slujbă a fost adăugată și în Cartea de rugăciuni comune a Bisericii Anglicane, pentru utilizare la acea dată.
Despre primele sărbătoriri se știe puțin. În așezări precum Carlisle, Norwich și Nottingham, corporațiile (guvernele orașului) organizau muzică și salve de artilerie. Canterbury a sărbătorit ziua de 5 noiembrie 1607 cu 48 kg de praf de pușcă și 6 kg de fitil, iar trei ani mai târziu s-a oferit mâncare și băutură pentru demnitarii locali, precum și muzică, explozii și o paradă a miliției locale. Și mai puține se știu despre felul în care evenimentul era sărbătorit la începuturi de publicul larg, deși arhivele indică faptul că în cetatea protestantă a Dorchesterului s-a citit o predică, s-au bătut clopotele bisericii și s-au aprins focuri de tabără și focuri de artificii.

### Semnificația timpurie
Potrivit istoricei și autoarei Antonia Fraser⁠(d), un studiu al primelor predici ținute demonstrează o concentrare anti-catolică „de o fervoare mistică”. Ținând una din cele cinci predici de 5 noiembrie tipărite în A Mappe of Rome în 1612, Thomas Taylor⁠(d) vorbea despre „generalitatea cruzimii [unui papistaș]”, care era „aproape fără limite”. Astfel de mesaje au fost răspândite și în lucrări tipărite precum Pietas Pontifica de Francis Herring (republicată în 1610 sub titlul Popish Piety) și A Brief Summe of the Trason against the King & State de John Rhode, care în 1606 căuta să educe pe „cei simpli și ignoranți ... să nu mai fie seduși de papistași". În anii 1620, ziua de 5 a fost sărbătorită în târgurile și satele din toată țara, deși au mai trecut câțiva ani înainte să fie comemorată în toată Anglia. Ziua Trădării cu Praf de Pușcă, așa cum era cunoscută atunci, a devenit sărbătoarea cea mai importantă a statului englez. Unele parohii au făcut ca ziua să fie o ocazie festivă, cu băuturi publice și procesiuni solemne. Îngrijorați de politica externă pro-spaniolă a lui Iacob, de declinul protestantismului pe plan internațional și de catolicism în general, clericii protestanți care au recunoscut semnificația zilei au cerut mulțumiri mai demne și mai profunde în fiecare an de 5 noiembrie.
Unitatea împărtășită de protestanții englezi imediat după complot a început să dispară când în 1625, fiul lui Iacob, viitorul Carol I, s-a căsătorit cu catolica Henrietta Maria a Franței. Puritanii au reacționat la căsătorie emițând o nouă rugăciune pentru a avertiza împotriva rebeliunii și a catolicismului, iar pe 5 noiembrie în acel an, au fost arse efigii ale papei și ale diavolului, una din cele mai vechi atestări ale acestei practici și începutul secolelor de tradiție. În timpul domniei lui Carol, Ziua Trădării cu Praf de Pușcă a devenit tot mai partizană. Între 1629 și 1640, regele a guvernat fără Parlament și părea să sprijine arminianismul⁠(d), considerat de puritanii ca Henry Burton⁠(d) drept un pas către catolicism. Până în 1636, sub conducerea arhiepiscopului arminian de Canterbury William Laud⁠(d), biserica anglicană încerca să se folosească de ziua de 5 noiembrie pentru a denunța toate practicile considerate trădătoare, nu doar papistășia. Puritanii au trecut în defensivă, unii cerând reformarea Bisericii.

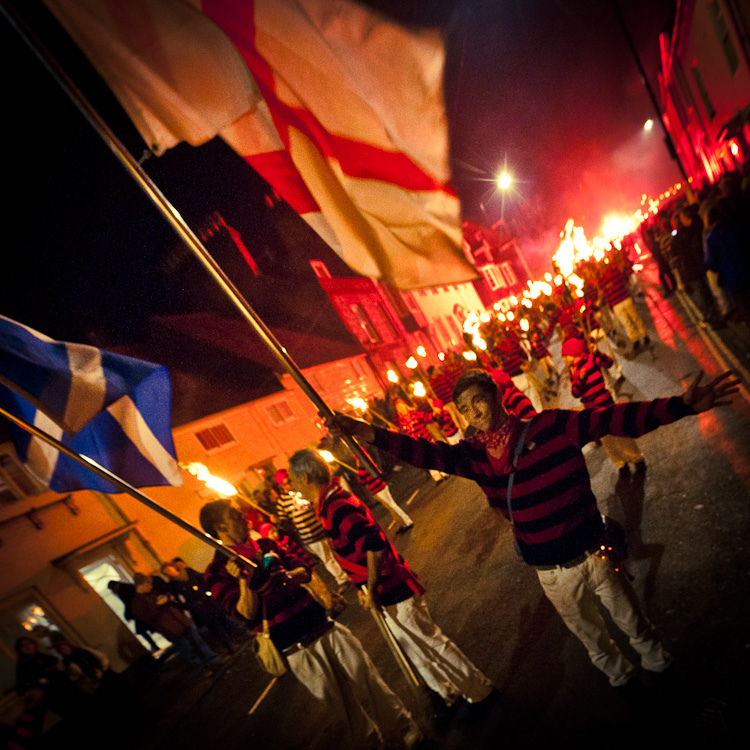
Sărbătoare în Lewes,

Noaptea Focurilor de Tabără, cum a fost cunoscută ocazional, a căpătat o nouă fervoare în timpul evenimentelor care au avut loc în preludiul Interregnumului englez⁠(d) . Deși regaliștii⁠(d) le contestau interpretările, parlamentariștii⁠(d) au început să descopere sau să se teamă de noi comploturi catolice. Într-o cuvântare în fața Camerei Comunelor la 5/15 noiembrie 1644, Charles Herle⁠(d) a susținut că papistași săpau tuneluri „de la Oxford, de la Roma, din Infern, până la Westminster, iar acolo să arunce în aer, dacă se poate, prea-bunele temelii ale familiilor voastre, libertățile și privilegiile lor”. O expoziție ținută în 1647 la Lincoln’s Inn Fields⁠(d) comemora „marea milă a lui Dumnezeu care a eliberat acest regat de infernalele viclenii ale papistașilor” și a inclus mingi de foc care ardeau în apă (simbolizând o asociație catolică cu „spiritele Infernului”) și cutii de foc, numeroasele rachete reprezentând „spiritele papistașe care vin de dedesubt” pentru a complota împotriva regelui. Erau prezente efigii ale lui Fawkes și ale papei, acesta din urmă reprezentat de Pluton, zeul roman al lumii subterane.
După execuția lui Carol I în 1649, noul regim republican al țării a rămas nehotărât cum să abordeze ziua de 5 noiembrie. Spre deosebire de vechiul sistem de praznice religioase și aniversări de stat, sărbătoare a supraviețuit, dar ca o celebrare a guvernării parlamentare și a protestantismului, nu a monarhiei. Ziua a continuat să fie marcată cu focuri de tabără și mici explozibili, dar celebrările formale s-au reluat abia după Restaurație⁠(d), când Carol al II-lea a devenit rege. Curtenii, clerul anglican și politicienii Tory⁠(d) au urmat linia oficială, conform căreia evenimentul marchează apărarea de către Dumnezeu a tronului englez, dar în general sărbătorile s-au diversificat. În 1670, ucenicii londonezi⁠(d) făcuseră din 5 noiembrie un festival al focului, atacând nu doar papistășia, ci și „trezia și liniștea”, cerând bani pentru alcool și focuri de tabără de la pasagerii trăsurilor. Arderea de efigii, în mare parte necunoscută iacobienilor⁠(d), a continuat în 1673 când fratele lui Carol, ducele de York, s-a convertit la catolicism. Ca răspuns, însoțiți de o procesiune de circa 1000 de oameni, ucenicii au aprins o eficie a mamei desfrânatelor din Babilon, împodobită cu o serie de simboluri papale. Scene similare au avut loc de-a lungul următorilor ani. La 17/27 noiembrie 1677, fervoarea anticatolică a făcut ca ziua încoronării⁠(d) să fie marcată prin arderea unei mari efigii a papei—cu burta plină de pisici vii „care s-au zvârcolit tare hidos de cum au simțit focul"—și a două efigii ale diavolilor „șoptindu-i în ureche”. Doi ani mai târziu, la apogeul crizei excluderii⁠(d), un observator consemna că „în seara de 5, fiind trădarea cu praf de pușcă, au fost mai multe focuri și arderi de papi decât am zărit vreodată”. Scenele violente din 1682 au obligat miliția Londrei să acționeze, și, pentru a împiedica repetarea lor, în anul următor s-a dat o proclamație prin care se interziceau focurile de tabără și artificiile.
Focurile de artificii au fost interzise și în timpul lui Iacob al II-lea, care a devenit rege în 1685. Încercările guvernului de a anula sărbătorile Zilei Trădării cu Praf de Pușcă nu prea au avut succes, iar unii au reacționat la interzicerea focurilor de tabără în Londra (de frica mai multor arderi ale efigiei papei) punând lumânări în ferestre, „ca martor împotriva catolicismului”. Când Iacob a fost detronat în 1688 de către William de Orania — care, simbolic, a debarcat în Anglia pe 5 noiembrie — evenimentele zilei s-au îndreptat și spre sărbătorirea libertății și religiei, cu elemente de anti-iacobitism⁠(d). Interzicerea anterioară a focurilor de tabără fusese motivată politic, artificiile au fost în continuare interzise din motive de siguranță, „căci multe necazuri fuseseră făcute de greșeală a fost făcută de petarde”.

### Ziua Guy Fawkes

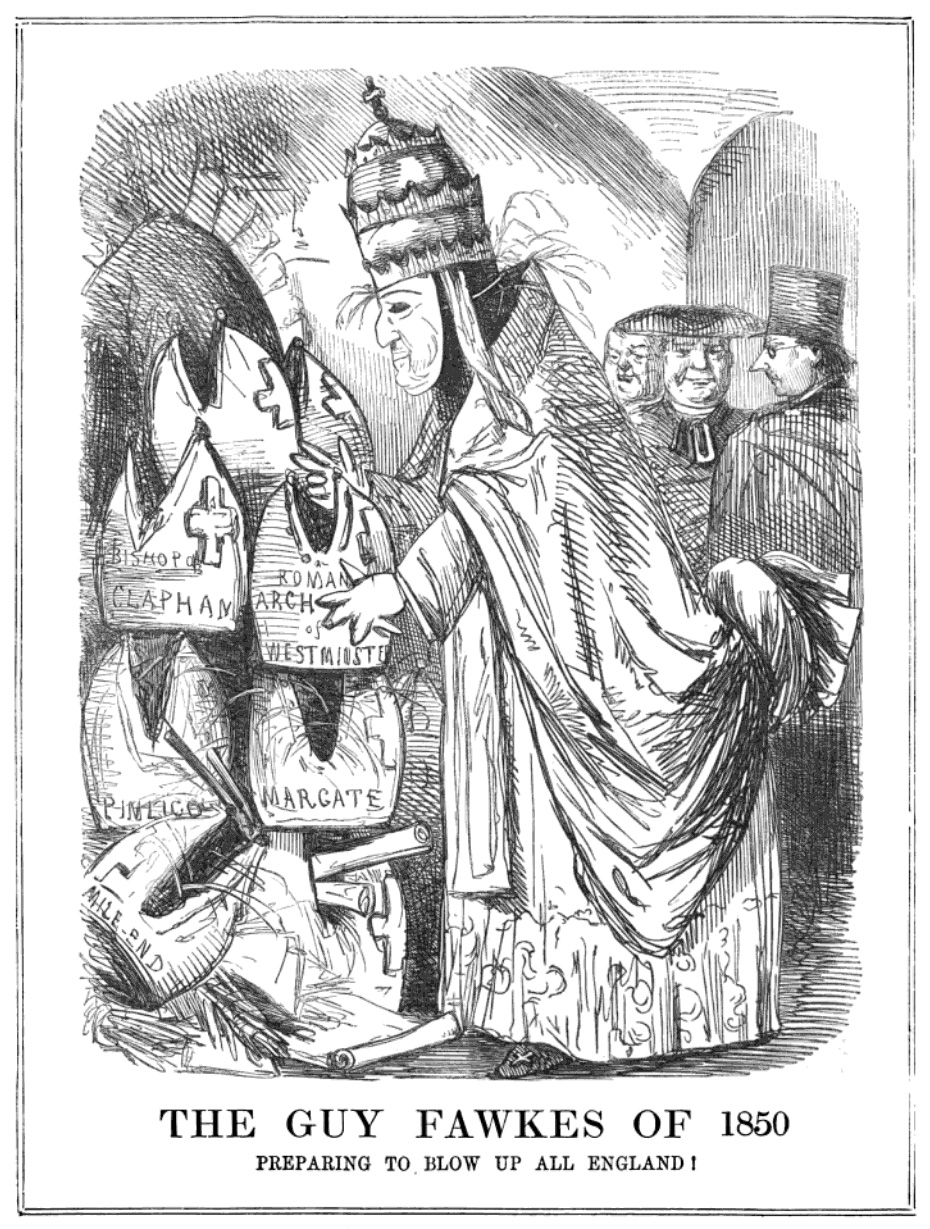
Restaurarea ierarhiei catolice în 1850 a provocat o reacție puternică. Această schiță este dintr-un număr din Punch, tipărit în noiembrie în acel an.

Ziua de naștere a lui William al III-lea cădea pe 4 noiembrie, și astfel pentru Whighii⁠(d) ortodocși cele două zile au devenit o importantă dublă aniversare. William a poruncit ca slujba de mulțumire pentru 5 noiembrie să fie modificată pentru a include mulțumiri pentru „fericita sosire” a lui și pentru „Mântuirea Bisericii și Națiunii noastre”. În anii 1690 el a restabilit dominația protestantă în Irlanda, și ziua de 5, marcată ocazional prin bătutul clopotelor bisericilor și prin dineuri civice, a fost prin urmare eclipsată de sărbătorirea zilei lui de naștere. Începând cu secolul al XIX-lea, sărbătorirea zilei de 5 noiembrie a căpătat acolo o natură sectară. Sărbătorirea ei rămâne controversată în Irlanda de Nord, dar nu și în Scoția, unde în diferite orașe se aprind în continuare focuri de tabără. În Anglia însă, fiind una din cele 49 de sărbători oficiale, pentru clasa conducătoare ziua de 5 noiembrie a rămas în plan secundar, fiind eclipsată de evenimente ca ziua de naștere a amiralului Edward Vernon⁠(d), sau a lui John Wilkes, și în timpul regilor George al II-lea și George al III-lea, cu excepția Răscoalei Iacobite din 1745⁠(d), ea a rămas mai degrabă „o distracție politicoasă decât o ocazie de mulțumiri vitriolice”. Pentru oamenii de rând, însă, aniversarea era o ocazie de a promova dezordinea, un pretext pentru violență și dezmăț. La un momentat, din motive neclare, a apărut obiceiul de a arde o efigie a lui Guy Fawkes, în locul celei a papei. Treptat, Ziua Trădării cu Praf de Pușcă a devenit Ziua Guy Fawkes. În 1790 The Times relata cazuri de copii care „... cerșesc bani pentru Guy Faux”, iar în 4 noiembrie 1802 descria cum „un pâlc de oameni fără ocupație ... cu o figurină hidoasă îmbrăcată ca un Guy Faux” au fost condamnați pentru cerșetorie și primire de bani și închiși ca „persoane fără ocupație și turbulente”. Ziua de 5 a devenit o „o ocazie cu multe înțelesuri, plină de referiri încrucișate polivalente, care înseamnă de toate pentru toți”. Răzmerițele oamenilor de rând au continuat, în Lewes fiind consemnate răscoale anuale, intimidarea „gospodarilor respectabili” și rostogolirea pe străzi a unor butoaie cu smoală aprinse. În Guildford, bande de dezmățați care se autointitulau „guys” terorizau populația locală; acțiunile din acea zi erau concentrate mai mult pe reglări de conturi și scandal general, decât pe vreo reminiscență istorică. Probleme similare au apărut și în Exeter, la început locul unor sărbători mai tradiționale. În 1831 a fost arsă efigia noului episcop de Exeter Henry Phillpotts⁠(d), un Anglican High Church⁠(d) și High Tory⁠(d) care se opunea reformei parlamentare⁠(d), și care era bănuit și de implicarea în „papistășism subversiv”. O interdicție locală a artificiilor în 1843 a fost ignorată în mare parte, iar tentativele autorităților de a suprima celebrările s-au soldat cu proteste violente și cu rănirea mai multor oameni ai legii.

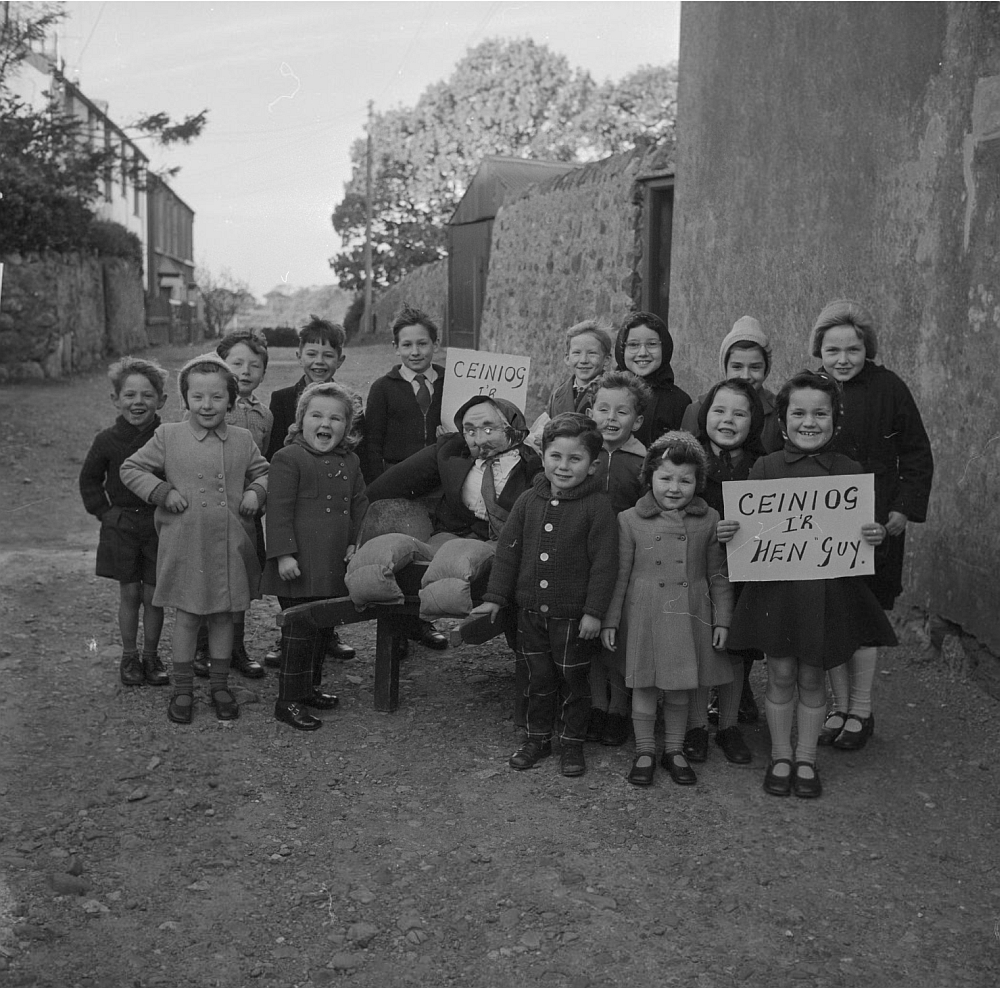
Un grup de copii din Caernarfon, noiembrie 1962, stând cu efigia lor Guy Fawkes. Pe semn scrie în galeză „un bănuț pentru Guy”.

În mai multe ocazii de-a lungul secolului al XIX-lea, The Times relata că tradiția este în declin, fiind „din ani străvechi aproape uitați”, dar, în opinia istoricului David Cressy, astfel de relatări reflectau „alte tendințe victoriene”, inclusiv o diminuare a zelului religios protestant — nu respectarea generală a zilei de 5. Tulburările civile provocate de unirea Regatelor Marii Britanii și Irlandei în 1800 au determinat Parlamentul să aprobe Legea Ameliorării Situației Romano-Catolicilor din 1829, care a oferit catolicilor drepturi civile mai mari, continuând procesul de emancipare a catolicilor⁠(d) în cele două regate. Obișnuitele denunțări ale catolicismului erau în declin încă de la începutul secolului al XVIII-lea, și erau considerate depășite de mulți oameni, inclusiv de regina Victoria, dar restaurarea din 1850⁠(d) de către Papă a ierarhiei catolice engleze a dat un nou imbold zilei de 5 Noiembrie, așa cum s-a demonstrat prin arderea efigiilor noului arhiepiscop catolic de Westminster Nicholas Wiseman⁠(d) și a papei. În piața Farringdon⁠(d), au fost procesate 14 efigii din Strand și peste Podul Westminster până la Southwark, în timp ce demonstrații ample au fost organizate în suburbiile Londrei. Efigiile celor 12 noi episcopi catolici englezi au fost purtate prin Exeter, deja scena unor grave tulburări publice la fiecare aniversare a zilei de 5. Cu toate acestea, treptat, astfel de scene au devenit mai puțin populare. Cu puțină rezistență în Parlament, rugăciunea de mulțumire din 5 noiembrie cuprinsă în Cartea anglicană de rugăciuni comune a fost desființată, iar în martie 1859, Legea de Comemorare a Zilei de 5 Noiembrie a fost abrogată. Pe măsură ce autoritățile au început să sancționeze cele mai grave excese, liniștea publică a fost restaurată treptat. Vânzarea focurilor de artificii a fost restricționată, și „guy-ii” din Guildford au fost neutralizați în 1865, deși aceasta a venit prea târziu pentru un polițist, care a murit din cauza rănilor sale. Violențele au continuat în Exeter câțiva ani, atingând un apogeu în 1867, când o gloată agitată de creșterea prețurilor la produsele alimentare și pentru că i se interzisese să aprindă tradiționalul foc de tabără, a trebuit să fie gonită de două ori din Cathedral Close⁠(d) de infanteria înarmată. Alte răscoale au avut loc și în 1879, dar nu au mai existat focuri de tabără în Cathedral Close după 1894. În alte părți, au persistat până la sfârșitul secolului al XX-lea cazuri sporadice de tulburare a liniștii publice, însoțite de un număr mare de accidente cauzate de artificii, dar un cod național al artificiilor și îmbunătățirea siguranței publice au pus, în cele mai multe cazuri, capăt acestor fenomene.

### Cântecele, guy-ii și declinul
O caracteristică notabilă a comemorărilor victoriene a Nopții Guy Fawkes a fost îndepărtarea lor de centrele comunităților, către periferii. Adunarea lemnului de foc a devenit din ce în ce mai mult apanajul copiilor din clasa muncitoare, care solicitau materiale combustibile, bani, mâncare și băutură de la vecinii mai înstăriți, deseori cu ajutorul cântecelor. De cele mai multe ori, se începea cu arhicunoscutul „Amintiți-vă, amintiți-vă, pe 5 noiembrie, trădarea și complotul cu praf de pușcă”. Cea mai veche poezie atestată, din 1742, este reprodusă mai jos, alături de una ce se aseamănă cu cele mai multe scandări din noaptea Guy Fawkes, consemnate în 1903 în Charlton pe Otmoor⁠(d): 
| Don't you Remember, The Fifth of November, 'Twas Gunpowder Treason Day, I let off my gun, And made'em all run. And Stole all their Bonfire away. (1742) | The fifth of November, since I can remember, Was Guy Faux, Poke him in the eye, Shove him up the chimney-pot, and there let him die. A stick and a stake, for King George's sake, If you don't give me one, I'll take two, The better for me, and the worse for you, Ricket-a-racket your hedges shall go. (1903) |

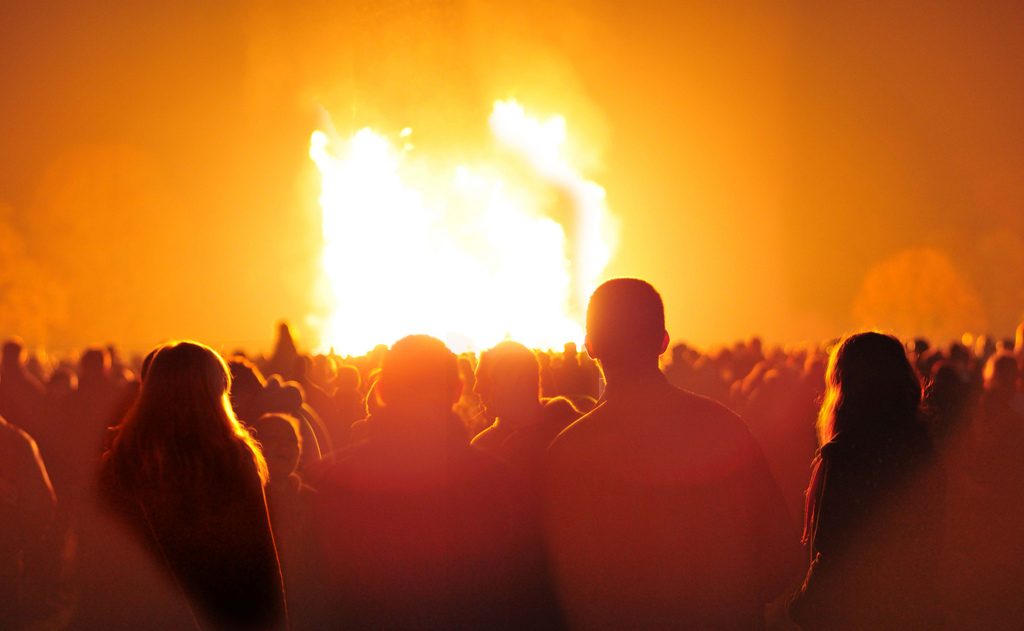
Spectatori adunați în jurul unui foc de tabără la lângă Dudley, pe 6 noiembrie 2010

La sfârșitul secolului al XIX-lea, au devenit populare și divertismentele organizate, iar producătorii de materiale pirotehnice din secolul al XX-lea au rebotezat Ziua Guy Fawkes în Noaptea Artificiilor. Vânzările de artificii au scăzut oarecum în timpul Primului Război Mondial, dar au fost reluate în perioada următoare de pace. La începutul celui de al Doilea Război Mondial, sărbătorile au fost din nou suspendate, reluându-se în noiembrie 1945. Pentru multe familii, Noaptea Guy Fawkes a devenit o sărbătoare de familie, iar copiii se adunau adesea pe colțurile străzii, însoțiți de propria efigie a lui Guy Fawkes. Aceasta era uneori îmbrăcată ornamental și alteori era un mănunchi de zdrențe greu de recunoscut, umplute cu oricese putea. Un sondaj a constatat că în 1981 că aproximativ 23 la sută dintre copiii de școală din Sheffield făceau guys, uneori cu câteva săptămâni înainte de eveniment. Strângerea de bani era un motiv frecvent pentru crearea lor, copiii umblând cu efigia din ușă în ușă sau expunând-o la colț de stradă. În principal, ele erau însă construite pentru a fi arse în focul de tabără, el însuși fiind făcut cu lemne furat de pe alte ruguri; „o convenție acceptabilă” care a ajutat la consolidarea unei alte tradiții din noiembrie, Mischief Night⁠(d). Bande rivale concurau pentru a vedea cine poate construi cel mai mare foc, uneori chiar arzând lemnul colectat de adversarii lor; în 1954, Yorkshire Post relata despre răspândirea incendiilor la sfârșitul lunii septembrie, situație care a obligat autoritățile să înlăture grămezile latente de lemn din motive de siguranță. În ultimul timp, însă, obișnuința de a cerși un „bănuț pentru Guy” a dispărut aproape complet. În schimb, unele obiceiuri mai vechi supraviețuiesc; în Ottery St Mary, oamenii se fugăresc unii pe alții pe străzi cu butoaie de gudron aprinse, iar din 1679 Lewes a fost locul celor mai extravagante săarbatori de 5 Noiembrie din Anglia, focul de tabără de la Lewes⁠(d). 

În general, sărbătorile moderne de 5 Noiembrie sunt pregătite de organizații de caritate locale și alte organizații, cu taxă de intrare și acces controlat. În 1998, un editorial din Catholic Herald cerea încetarea „Nopții Focurilor de Tabără”, atacând-o drept „un act jignitor”. Autorul Martin Kettle⁠(d), care scria în The Guardian în 2003, deplângea o atitudine „ocazional paternalistă” față de artificii, descurajând oamenii să facă focuri artificii în grădinile lor și o „atitudine exagerat de sensibilă” față de sentimentul anti-catolic, cândva atât de proeminent în Noaptea Guy Fawkes. David Cressy rezuma sărbătoarea modernă cu aceste cuvinte: „Rachetele urcă mai sus și ard cu mai multă culoare, dar au din ce în ce mai puțin de-a face cu amintirile lui 5 Noiembrie ... s-ar putea observa că Ziua Guy Fawkes este în sfârșit în declin, pierzând legătura cu politica și cu religia. Dar am mai auzit asta."

### Asemănările cu alte obiceiuri

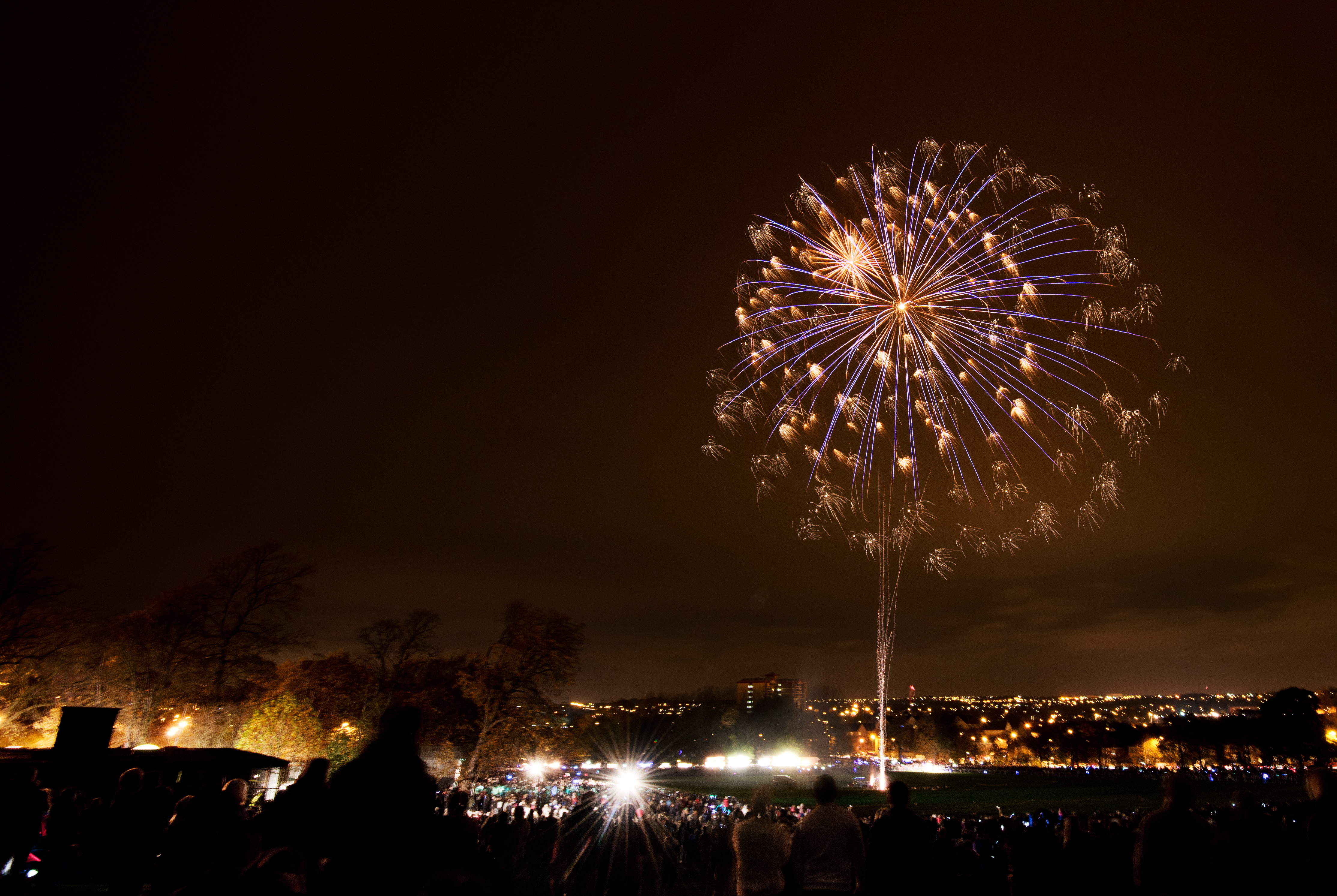
Spectatorii urmăresc un spectacol de artificii în noiembrie 2014

Istoricii au sugerat adesea că Ziua Guy Fawkes servește drept înlocuitor protestant pentru vechiul festival celtic Samhain sau Calan Gaeaf⁠(d), evenimente păgâne⁠(d) pe care biserica le-a absorbit și le-a transformat în Halloween și ziua tuturor sufletelor. În Creanga de aur, antropologul scoțian James George Frazer sugera ca Ziua Guy Fawkes exemplifică „recrudescența vechilor obiceiuri în forme moderne”. David Underdown⁠(d), în lucrarea sa din 1987 Revel, Riot și Rebellion, vedea Ziua Trădării cu Praf de Pușcă drept înlocuitor de Halloween: „la fel cum biserica timpurie a preluat multe dintre sărbătorile păgâne, la fel și protestanții și-au dobândit propriile ritualuri, adaptând forme mai vechi sau furnizându-le înlocuitori". Utilizarea focurilor pentru a marca ocazia a fost preluată cel mai probabil din practica străveche de aprindere a focurilor de tabără, dar ideile că comemorarea zilei de 5 noiembrie 1605 ar fi avut vreodată originea în orice altceva decât salvarea lui Iacob I sunt, după David Cressy, „prostii speculative”. Citând opera lui Cressy, Ronald Hutton⁠(d) este de acord cu concluzia acestuia, scriind: „Nu există, pe scurt, nimic care să lege focurile de Hallowe'en din nordul Țării Galilor, Man și Scoția centrală cu cele care au apărut în Anglia de 5 Noiembrie.” O nouă confuzie apare în Irlanda de Nord, unde unele comunități sărbătoresc Noaptea Guy Fawkes; distincția dintre 5 Noiembrie și Halloween nu este întotdeauna clară. În ciuda unor astfel de dezacorduri, în 2005, David Cannadine⁠(d) comenta pătrunderea în cultura britanică a sărbătorilor americane la sfârșitul secolului al XX-lea, precum și efectul lor asupra Nopții Guy Fawkes:
„Astăzi, adunările de familie la un foc de tabără sunt mult mai puțin populare, și la multe odinioară mari sărbători civice s-a renunțat din cauza regulilor din ce în ce mai intruzive cu privire la sănătate și siguranță. Dar 5 Noiembrie a fost depășită și de un festival popular care, pe când eram eu mic, nici nu exista, anume Halloween ... Marea Britanie nu mai este națiunea protestantă care era când eram mic: este astăzi o societate multiconfesională. Și Halloweenul americanizat mătură tot în calea lui—o amintire vie a cât de puternic pot fi transportate peste Atlantic cultura americană și consumerismul american.”
Discutând același subiect, în 2012, Tom de Castella de la BBC concluziona:
„Probabil nu este un caz de declin al Nopții Focurilor de Tabără, ci mai degrabă o schimbare a priorităților ... sunt tendințe noi în ritualul focului de tabără. Măștile Guy Fawkes s-au dovedit populare și unele din cele mai particulare societăți ale focurilor de tabără l-au înlocuit pe Guy cu efigiile celebrităților de la știri—inclusiv Lance Armstrong și Mario Balotelli—și chiar ale unor politicieni. Accentul s-a mutat. Focul de tabără cu un Guy în vârf—de fapt întreaga poveste a complotului prafului de pușcă—a fost marginalizat. Dar spectacolul rămâne.”
O altă sărbătoare care a implicat artificii, festivalul hindus Diwali (care durează 5 zile și se ține în mod normal între mijlocul lunii octombrie și noiembrie), a început în 2010 pe 5 noiembrie. Aceasta a determinat ziarul The Independent să comenteze asemănările dintre cele două, reporterul său Kevin Rawlinson întrebându-se „ce artificii vor arde cel mai tare”.

## În alte țări

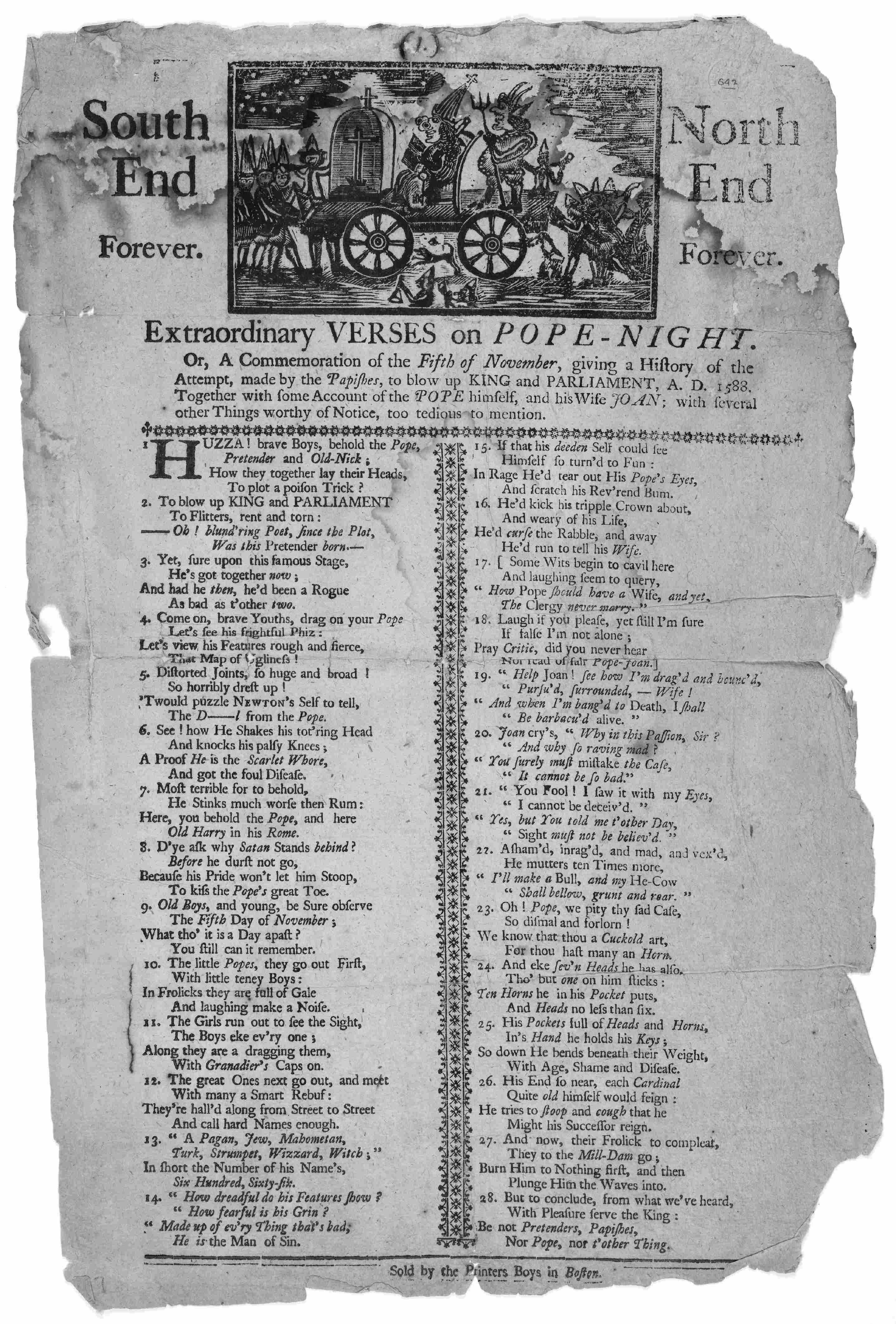
Comemorarea din 1768 a zilei de 5 noiembrie 1605 în America colonială

Ziua Trădării cu Praf de Pușcă a fost exportată de coloniști către coloniile din întreaga lume, inclusiv în membrele Commonwealth-ului Națiunilor precum Australia, Noua Zeelandă, Canada și diferite țări din Caraibe. Ziua este încă sărbățorită în Saint Vincent și Grenadine și în Saint Kitts și Nevis, dar o interdicție a artificiilor în Antigua și Barbuda din anii 1990 a redus popularitatea ei în această țară. În Australia, în Sydney (fondat drept colonie penală⁠(d) în 1788) a avut loc cel puțin o paradă și o ardere a efigiei lui Guy Fawkes în 1805, în timp ce în 1833, la patru ani de la fondare, orașul Perth a listat Ziua Trădării cu Praf de Pușcă drept sărbătoare publică. În anii 1970, Noaptea Guy Fawkes devenise mai puțin obișnuită în Australia. Se mai sărbătorește oarecum în Noua Zeelandă, Canada și Africa de Sud.
În America de Nord, comemorarea a primit de la început atenție redusă, dar arestarea a doi băieți prinși aprinzând focuri de tabără pe 5 noiembrie 1662  în Boston sugerează, în opinia istoricului James Sharpe, că „a existat o tradiție subterană de comemorare lui 5 [Noiembrie]”. În unele părți din America de Nord, era cunoscută sub numele de Ziua Papei⁠(d), sărbătorită mai ales în New Englandul colonial, dar și la sud până în Charleston. În Boston, fondat în 1630 de coloniștii puritani conduși de John Winthrop⁠(d), a avut loc o celebrare timpurie în 1685, același an în care Iacob al II-lea a preluat tronul. Cincizeci de ani mai târziu, din nou, la Boston, un pastor local scria „un număr mare de oameni au trecut pe istmul Dorchester,⁠(d) unde noaptea au făcut un mare foc de tabără și au ridicat multe artificii”, deși ziua s-a încheiat cu o tragedie când „4 tineri venind acasă într-o canoe s-au înecat cu toții". Zece ani mai târziu, sărbătorile agitate au fost cauza unei iritări considerabile a claselor superioare și s-a adoptat o lege specială împotriva răzmerițelor, pentru a preveni „adunările agitate și dezordonate de mai mult de trei persoane, toate sau oricare dintre ele înarmate cu bastoane, bâte sau orice fel de arme, sau deghizate cu măști, sau chipuri pictate sau decolorate, în orice fel deghizate, având orice fel de imagini sau costume, pe orice stradă, alee sau loc din Boston”. Cu resurse inadecvate, cu toate acestea, autoritățile din Boston nu au putut să aplice legea. În anii 1740 violența bandelor a devenit comună, grupuri de rezidenți din Boston bătându-se pentru cinstea de a arde efigia papei. Dar, la mijlocul anilor 1760, aceste tulburări au scăzut în intensitate și, pe măsură ce America colonială înainta spre revoluție, rivalitățile de clasă prezente în timpul Zilei Papei au lăsat loc sentimentelor antibritanice. În opinia autorului Alfred Young⁠(d), Ziua Papei a oferit „eșafodajul, simbolistica și conducerea” pentru rezistența față de Legea Timbrului din 1764–65, eclipsând unele rivalități anterioare de bandă în favoarea rezistenței unificate împotriva Marii Britanii.
Adoptarea în 1774 a Legii Quebecului⁠(d), care garanta canadienilor francezi libera practică a catolicismului în provincia Quebec⁠(d), a provocat plângeri din partea unor americani cum că britanicii introduceau „principii papistașe și legi franceze”. Astfel de temeri au fost agravate de opoziția Bisericii din Europa față de independența americană, ceea ce amenința cu revitalizarea Zilei Papei. Comentând în 1775, George Washington nu era aproape deloc impresionat de gândul unei astfel de revitalizări, interzicând oricui luptă sub comanda sa să participe:
„Întrucât comandantul suprem a fost informat de o pregătire făcută pentru sărbătorirea acelui ridicol și copilăresc obicei de ardere a efigiei papei—nu a putut să nu-și exprime surpriza că ar fi ofițeri și soldați din armata lui atât de lipsiți de bun simț încât să nu vadă cât de necuviincioasă ar fi această faptă la această răscruce; într-o vreme când solicităm, și chiar obținem, prietenia și alianța poporului din Canada, pe care ar trebui să-i considerăm frați și camarazi întru aceeași cauză. Apărarea libertății generale a Americii: la o asemenea răscruce și în asemenea circumstanțe, să le insultăm religia, este atât de monstruos, încât nu poate fi îndurat și scuzat; într-adevăr, înloc să oferim cea mai mică insultă, este de datoria noastră să adresăm mulțumiri publice acestor camarazi ai noștri, căci lor se suntem atât de îndatorați pentru orice fericită victorie  împotriva dușmanului comun în Canada.”
În general, în urma plângerii lui Washington, coloniștii americani au încetat să sărbătorească Ziua Papei, deși, potrivit The Bostonian Society⁠(d), unii cetățeni din Boston au sărbătorit-o ultima oară în 1776. Tradiția a continuat în Salem până prin 1817, și în Portsmouth, New Hampshire⁠(d), încă se mai ținea în 1892. La sfârșitul secolului al XVIII-lea, au fost arse efigii ale unor figuri importante precum doi prim-miniștri ai Marii Britanii, contele de Bute și Lordul North, precum și a trădătorului american Benedict Arnold. În anii 1880, se mai aprindeau încă focuri de tabără în unele orașe de coastă din New England, deși ele nu mai comemorau eșecul complotului prafului de pușcă. În zona din jurul orașului New York se ardeau stive de butoaie în ajunul zilei alegerilor⁠(d), care după 1845 era o marți de la începutul lunii noiembrie.